# Flying Elephant
O Flying Elephant ou Elefante Voador foi um tanque experimental super pesado do Reino Unido que nunca chegou a ser produzido.
|  |